# Замарди
Зама́рди (венг. Zamárdi) — город на южном побережье озера Балатон в медье Шомодь. Численность населения на 1 января 2014 года составляет 2438 человек. Ближайшие города — Шиофок и Балатонфёльдвар. С 1932 по 1943 годы город носил название Балатонзамарди.

## Географическое положение
Самая высокая точка города — гора Камень (176 м).
Город расположен на федеральной автостраде M7 и железнодорожной линии Будапешт—Секешфехервар—Надьканижа.

## Население
| Год  | Численность | Численность |
| ---- | ----------- | ----------- |
| 2013 | 2451        | [ 6 ]       |
| 2014 | 2438        | [ 7 ]       |
| 2015 | 2424        | [ 8 ]       |
| 2021 | 2797        | [ 9 ]       |
| 2022 | 2452        | [ 10 ]      |
| 2023 | 2752        | [ 11 ]      |
| 2024 | 2741        | [ 3 ]       |

## Города-побратимы
- Vețca[вд], Румыния
- Виллань, Венгрия
- Мальш, Германия
- Устшики-Дольне, Польша